# Gyöngyöspata
Gyöngyöspata là một thị trấn thuộc hạt Heves, Hungary. Thị trấn này có diện tích 60,75 km², dân số năm 2010 là 2563 người, mật độ 42 người/km².